# يوجين كابوتو
يوجين كابوتو هو محامي وسياسي أمريكي، ولد في 17 فبراير 1899 في إيطاليا، وتوفي في 17 أكتوبر 1978 في أمبريدج في الولايات المتحدة. نشط حزبياً في الحزب الديمقراطي. وقد انتخب عضو مجلس نواب بنسيلفانيا ‏.